# 960

960(구백육십)은 959보다 크고 961보다 작은 자연수다.

## 수학
- 합성수로, 그 약수는 총 28개다. (1, 2, 3, 4, 5, 6, 8, 10, 12, 15, 16, 20, 24, 30, 32, 40, 48, 60, 64, 80, 96, 120, 160, 192, 240, 320, 480, 960)
  - 960의 진약수의 합은 2088이므로, 960은 과잉수다.
- 15번째 십일각수다. 앞의 십일각수는 833, 다음은 1096이다.
- {\displaystyle 960=149+151+157+163+167+173}
  - 연속하는 소수(素數) 6개의 합으로 나타낼 수 있으며, 이 성질을 지닌 앞의 수는 926, 다음 수는 990이다.
- {\displaystyle 960=30\times 32}
  - 연속하는 두 짝수의 곱으로 나타낼 수 있으며, 이 성질을 지닌 앞의 수는 840, 다음 수는 1088이다.
- {\displaystyle 960=8\times 10\times 12}
  - 연속하는 세 짝수의 곱으로 나타낼 수 있으며, 이 성질을 지닌 앞의 수는 480, 다음 수는 1680이다.
- {\displaystyle 960=31^{2}-1=2^{10}-2^{6}}
- 정960각형은 작도할 수 있다.

## 과학·기술
- NGC 960(영어판): 고래자리 방향에 있는 나선은하.
- 인텔 i960: 인텔의 마이크로프로세서.
- 지포스 GTX 960: 엔비디아의 그래픽 카드.

## 군사
- U-960(영어판): 제2차 세계 대전에 사용된 나치 독일의 군용 잠수함.

## 문화유산
- 대한민국의 보물 제960호: 묘법연화경

## 방송
- 지니 TV의 채널 키즈랜드 채널 번호.

## 기타
- 연도: 960년, 기원전 960년
- 960년대
- 한국십진분류법에서 오세아니아 및 양극지방의 역사에 관한 책들이 분류되는 번호.